# Champignolles (Eure)
Champignolles è un ex comune francese di 39 abitanti situato nel dipartimento dell'Eure nella regione della Normandia. Il 1º gennaio 2019, per effetto del decreto prefettizio del 21 novembre 2018, il comune è stato assorbito da quello di La Vieille-Lyre diventandone un comune delegato.

## Società

### Evoluzione demografica
Abitanti censiti